# Smaragdový prales
Smaragdový prales (v originále The Emerald Forest) je britský hraný film z roku 1985, který režíroval John Boorman. Snímek měl světovou premiéru na filmovém festivalu v Cannes dne 20. května 1985.

## Děj
Bill Markham je americký inženýr, který se podílí na stavbě vodní přehrady na okraji amazonského deštného pralesa. Přestěhuje se sem se svou ženou Jean a jejich dvěma dětmi Heather a Tommym. Jednoho dne je sedmiletý Tommy unesen poblíž staveniště kmenem místních domorodců. O deset let později je stavba přehrady dokončena. Bill a jeho žena stále hledají svého syna, ale bez úspěchu.
Tommy byl pod jménem Tomme vychován kmenem podle jejich kultury. Poté, co se stal mladým mužem, musí projít rituálem, aby se stal dospělým. Za tímto účelem musí jít sám do lesa hledat posvátné kameny. Členové kmenu jsou ohroženi nepřátelským kmenem Ferocious, stejně jako odlesňováním kvůli výstavbě přehrady.

## Obsazení
| Powers Boothe     | Bill Markham      |
| Charley Boorman   | Tommy             |
| Ruy Polanah       | Wanadi            |
| Meg Foster        | Jean Markham      |
| Dira Paesová      | Kachiri           |
| Eduardo Conde     | Uwe Werner        |
| William Rodriguez | Tommy jako dítě   |
| Estee Chandler    | Heather Markham   |
| Yara Vaneau       | Heather jako dítě |
| Ariel Coelho      | Padre Leduc       |
| Peter Marinker    | Perreira          |
| Mario Borges      | Costa             |
| Gracindo Júnior   | Carlos            |
| Arthur Muhlenberg | Rico              |

## Ocenění
- Filmové ceny Britské akademie: nominace za nejlepší hudbu, nejlepší kameru a nejlepší masky a účesy
- César: nominace na nejlepší filmový plakát (Zorane Jovanovic)